# Ilex theezans
Ilex theezans é um gênero de plantas com flores. Foi descrito pela primeira vez por Carl Friedrich Philipp von Martius. Ilex theezans pertence ao gênero Ilex, e à família Aquifoliaceae.
Este tipo de planta pode ser encontrado em:
- Brasil
  - Bahia
  - Minas Gerais
  - Espírito Santo
  - São Paulo
  - Rio de Janeiro
  - Rio Grande do Sul
  - Santa Catarina
- Argentina
  - Província de Misiones
- Paraguai

Não há tipos listados como este.